# 福島県道395号四倉久之浜線
福島県道395号四倉久之浜線（ふくしまけんどう395ごう よつくらひさのはません）は、福島県いわき市四倉町から同市久之浜町に至る一般県道。俗称「旧ロッコク」。

## 路線概要
久之浜バイパスと並行する国道6号の旧本線区間にあたる。2017年（平成29年）4月1日に久之浜バイパス旧道が国土交通省から福島県へ移管されるのに伴い新たに県道として指定された。

### 路線データ
県道の認定告示に基づく整理番号、路線名、起終点および重要な経過地は次のとおり。
- 整理番号：395
- 路線名：県道四倉久之浜線
- 起点：一般国道6号交点（いわき市四倉町）
- 終点：一般国道6号交点（いわき市久之浜町=明不作交差点）
- 重要な経過地：なし
- 総延長：4.9480 km

## 歴史
- 2017年（平成29年）
  - 1月6日 - 福島県告示第4号により本路線が認定[2]。
  - 4月1日 - 供用開始[2]。

## 路線状況

### 道路構造物
江之網トンネル
- 全長：108 m

久之浜町田之網字鷹ノ巣にて岬の根元を貫く。南側坑口の西側に国道6号久之浜バイパス新波立トンネルの南側坑口が位置する。トンネル名の江之網は、更に南側の字名である。上り線側に人道用トンネルが設置されている。
波立トンネル
- 全長：126 m

江之網トンネルのすぐ北側に所在し、久之浜町田之網字舟門から字横内に跨る。片側1車線。前後の区間は断崖と海岸を縫うような地形であることから見通しの悪いカーブが多く正面衝突事故が多発していたため、対向車表示システムが整備されている。すぐ北側に波立薬師と久之浜・波立海水浴場が位置している。
横内橋
- 全長：6.3 m
- 幅員：9.0 m
- 竣工：2007年（平成29年）[4]

久之浜町田之網字横内にて横内川を渡る。橋上は上下対向2車線で供用され、上下線両側に歩道が設置されている。塩害対策のために架け替えが行われた。上り線側歩道には海岸堤防を越え河口部へ降りるための階段が整備されている。
第一浜川橋
小久川橋
大久川橋
原見坂トンネル
- 全長：136 m
- 竣工：1961年（昭和36年）6月

大久町大久字北田から久之浜町金ケ沢字槻木沢に跨る。JR常磐線の同名のトンネルが当トンネル下側にて交差している。鉄道旧トンネルも付近に現存するが、現在は水没している。

## 地理

### 通過する自治体
- 福島県
  - いわき市

### 交差する道路
- 国道6号（波立海岸入口交差点）
- 福島県道245号白岩久之浜線（中浜交差点）
- 福島県道161号久之浜停車場線・福島県道157号久之浜港線（久ノ浜駅前交差点）
- 福島県道246号折木筒木原久之浜線（大久入口交差点）
- 国道6号（明不作交差点）

### 沿線
- 太平洋健康センターいわき蟹洗温泉
- 滝ノ御前稲荷神社
- 明神神社
- 波立薬師・波立海岸
- JR久ノ浜駅
- 久之浜東団地